# Gemeenschapskaart-poker
Gemeenschapskaart-poker is een groep van pokervarianten die zich onderscheidt van andere pokervarianten doordat er gemeenschappelijke kaarten (community cards) worden gebruikt. Afhankelijk van de gespeelde variant wordt een aantal van deze gemeenschappelijke kaarten open (face up) op de pokertafel gedeeld. Deze kaarten mogen alle spelers gebruiken om een zo goed mogelijke hand te vormen samen met de kaarten die zij individueel ontvangen. (hole cards) De precieze manier waarop de gemeenschappelijke kaarten gecombineerd mogen worden met de eigen kaarten varieert per pokervariant. Zo mogen bij sommige pokervarianten, zoals Texas Hold 'em, de gemeenschappelijke kaarten zonder restricties gebruikt worden, terwijl bij andere varianten wel restricties gelden. Een voorbeeld hiervan is Omaha High, waarbij precies drie gemeenschappelijke kaarten en twee kaarten uit de eigen hand gebruikt moeten worden. De gemeenschappelijke kaarten worden meestal in een rechte lijn op tafel gedeeld, maar bij sommige varianten wordt er een speciaal patroon gelegd dat bepaalt op welke manier de kaarten gebruikt mogen worden. De precieze regels variëren per variant van gemeenschapskaart-poker. De handwaarden bij gemeenschapskaart-poker komen overeen met die van andere pokervarianten.

## Geschiedenis
De eerste en meest populaire variant van gemeenschapskaart-poker is waarschijnlijk Texas Hold 'em dat rond 1925 geïntroduceerd werd. Ten tijde van de Tweede Wereldoorlog gebruikte een groot deel van de varianten van poker inmiddels gemeenschappelijke kaarten. In 1987 werd gemeenschapskaart-poker geïntroduceerd in de casino's van Californië. Hier werd duidelijk dat door veel spelers deze groep pokervarianten leuker en spannender werd bevonden dan de varianten die tot dan toe werden gespeeld. 

## Voorbeelden
Voorbeelden van gemeenschapskaart-poker:
- Texas Hold 'em
- Royal hold 'em
- Double-board hold 'em
- Omaha High
- Omaha High/Low
- Pineapple
- Crazy Pineapple
- Tahoe hold 'em
- Super hold'em
- Manila
- Pinatubo